# Sacrow-Paretzer Kanal
Der Sacrow-Paretzer Kanal (SPK) im Bundesland Brandenburg ist eine Teilstrecke der Bundeswasserstraße Untere Havel-Wasserstraße (amtliches Kürzel: UHW). Zuständig für die Verwaltung ist das Wasserstraßen- und Schifffahrtsamt Spree-Havel.

## Lage
Der Kanal beginnt bei km 20,11 der UHW und verbindet die Havel an der Stadtgrenze von Berlin – Potsdam (Jungfernsee) mit der Havel östlich von Ketzin/Havel. Bei km 32,59 endet der Kanal am Göttinsee bei Paretz und erreicht dort wieder die Havel. Kurz davor mündet aus Nordosten kommend der Havelkanal in den Sacrow-Paretzer Kanal ein. Der Sacrow-Paretzer Kanal durchquert den Weißen See, den Fahrlander See am Südrand und den Schlänitzsee; der Schlänitzsee gehört zum Flussgebiet der Wublitz. Am km 28,48 südlich des Dorfes Uetz überquert die Bundesautobahn A10 – Westlicher Berliner Ring den Kanal. Insgesamt überqueren vier Brückenbauwerke den Sacrow-Paretzer Kanal. Die gesamte Wasserstraße ist 12,5 km lang, wobei etwa 7,5 km auf Kanalstrecken, die restlichen 5,0 km auf vorhandene Seenstrecken entfallen.

## Hydrologie
Da der Kanal keine Schleusen hat, fließt vom Jungfernsee zum Göttinsee mindestens die Hälfte, oft aber ein wesentlich größerer Teil des Havelwassers durch den Kanal und entsprechend weniger durch den Potsdamer Havelbogen mit Alter und Neuer Fahrt.
| Durchflüsse             | Havel: Spandau- Jungfernsee | Differenz | Kanal: Jungfernsee- Schlänitzsee |  | Kanal: Schlänitzsee- Göttinsee | Differenz | Havel: Göttinsee- Ketzin |
| Mittleres Hochwasser    | 107 m³/s                    | 37,1 m³/s | 72,9 m³/s                        |  | 74,6 m³/s                      | 60,4 m³/s | 135 m³/s                 |
| Mittelwasser            | 35,1 m³/s                   | 6,5 m³/s  | 28,6 m³/s                        |  | 32,4 m³/s                      | 18,3 m³/s | 50,7 m³/s                |
| Mittleres Niedrigwasser | 6,33 m³/s                   | 3,13 m³/s | 3,20 m³/s                        |  | 3,00 m³/s                      | 0,47 m³/s | 3,47 m³/s                |

Erklärung für die örtlichen Unterschiede des Wasserflusses im Kanal: Ein Teil des Wassers nimmt hier den Weg durch die untere Wublitz. Andererseits gibt es auch seitliche Zuflüsse.
Die Sprünge in den Durchflusswerten gegenüber den Abschnitten Spandau – Jungfernsee und Göttinsee – Ketzin – Brandenburg geben einen Anhalt für den des Parallelflusses durch die Potsdamer Havel. Das Defizit der Durchflüsse zwischen Ketzin-, Brandenburg und Plaue gegenüber Spandau – Potsdam bei Niedrigwasser erklärt sich durch die bei Trockenheit besonders große Entnahme von Brauchwasser und durch die bei hohen Temperaturen erhebliche Verdunstung der großen Havelseen.

## Geschichte
Anfang der 1870er Jahre entstanden umfangreiche Konzepte zur Verbesserung der Schifffahrtsverhältnisse auf den Wasserstraßen zwischen Berlin und der Elbe. Eine erste Umsetzung war der Bau des Sacrow-Paretzer Kanals. Mit den Arbeiten wurde 1874 begonnen. Schon 1876 konnte die Schifffahrt direkt zwischen Sacrow und Paretz verkehren. Bereits 1888–1890 erfolgte eine Sohlenverbreiterung auf 18 Meter und eine Vertiefung. Um 1914 erfolgte eine neuerliche Verbreiterung von 18 auf 33 m und eine Vertiefung von 1,57 m auf 2,40 m. In den 1920er Jahren wurde er nochmals verbreitert. Seitdem hat er eine durchschnittliche Wasserspiegelbreite von 50 Meter und ist ca. 3,40 Meter tief.

## Hauptgründe für den Bau
Die Hauptgründe bestanden in:
- der Umgehung der damals schwierigen Brückendurchfahrten in Potsdam und Werder (Havel);
- der Verkürzung des Weges auf der Wasserstraße um 13,5 km;
- der Vermeidung der Fahrt über den Schwielowsee, der damals vor allem bei höheren Windstärken aus westlicher Richtung der Schifffahrt gefährlich wurde[4].

## Entwicklung
Der Sacrow-Paretzer Kanal gehört zu den Wasserstraßen, die für größere Binnenschiffe im Rahmen des Verkehrsprojektes Deutsche Einheit Nr. 17 ausgebaut werden. Geplant war der Ausbau ab dem Jahr 2008 und sollte vier bis fünf Jahre dauern. Der Kanalausbau beinhaltete ursprünglich eine Verbreiterung durch Abbaggerung des nördlichen Ufers. Gleichzeitig sollte eine Vertiefung auf mehr als vier Meter vorgenommen werden. Bis auf die Einengung am Nedlitzer Durchstich sollten sich große Schiffe auf der gesamten Kanallänge begegnen können. Da der Kanal sich teilweise weiter im nichtausgebauten Zustand befindet, wurde eine Verkehrsregelung eingeführt. Diese beinhaltet eine Festlegung von Begegnungs- und Überholverboten sowie Ausweichstellen für bestimmte Verkehrsgruppen.
In der Region gab und gibt es Proteste gegen den Ausbau, da, insbesondere in Verbindung mit den regionalen Auswirkungen der globalen Klimaänderung, mit weitreichenden Folgen für Flora, Fauna und Wasserhaushalt zu rechnen sein soll. Wegen unabsehbarer ökologischer Folgen hat auch die Stadt Potsdam den Kanalausbau in einer Stellungnahme abgelehnt (u. a. wegen einer prognostizierten Absenkung des Wasserspiegels des Jungfernsees um zwei bis neun Zentimeter). Anfang der 1990er Jahre in Auftrag gegebene Untersuchungen über eine Steigerung des Frachtschiffsverkehres haben sich bis jetzt nicht bestätigt. Im Herbst 2008 haben die Stadt Potsdam sowie Umweltverbände vor dem Bundesverwaltungsgericht in Leipzig Klage gegen die Kanalverbreiterung eingereicht. Diesbezüglich wurde im Januar 2010 ein Vergleich geschlossen, bei dem der Kanal zwar vertieft, die Ufer neu befestigt, die Kanalsohle geglättet, er aber nicht verbreitert wird.
Nach Abschluss der umweltrelevanten Prüfungen im Rahmen des Planfeststellungsverfahrens wurde mit einem schonenden Ausbau begonnen. Biberburgen wurden umgesetzt und Schutzzonen für Zauneidechsen festgelegt. Im Bereich einer bereits umgesetzten Biberburg haben sich wieder neue Biber angesiedelt.
Mit der Inbetriebnahme der Wartestelle Paretz an der Einmündung des Havelkanales wurde der Kanal im Dezember 2021 fertiggestellt. Der Ausbau des Kanals begann 2013, wobei es bereits seit 2008 ein Baurecht gab.

## Brücken
| Nummer | km    | Fotografie | Name der Brücke / Ort                                     | Anmerkungen                                      | Koordinaten                     |
| ------ | ----- | --- | --------------------------------------------------------- | ------------------------------------------------ | ------------------------------- |
| 1      | 20,34 | Die alte Nedlitzer Südbrücke (2009) · Die Neue Nedlitzer Südbrücke (2016)                                                           | Nedlitzer Südbrücke, auch Friedensbrücke genannt, Potsdam | Bundesstraße 2, Tschudistraße / Nedlitzer Straße | 52° 26′ 14″ N, 13° 3′ 3,2″ O    |
| 2      | 25,46 | Straßenbrücke Marquardt B 273 (2007) · Fortschritt der Bauarbeiten an der Behelfsbrücke am 2. September 2013                        | Straßenbrücke, Marquardt Potsdam                          | Bundesstraße 273                                 | 52° 27′ 5,7″ N, 12° 58′ 48,9″ O |
| 3      | 25,90 | Eisenbahnbrücke bei Marquardt · Eisenbahnbrücke bei Marquardt                                                                       | Eisenbahnbrücke Marquardt                                 |                                                  | 52° 27′ 7,4″ N, 12° 58′ 25,7″ O |
| 4      | 28,48 | Autobahnbrücke (BAB 10) über den Sacrow-Paretzer-Kanal bei Uetz. · Autobahnbrücke (BAB 10) über den Sacrow-Paretzer-Kanal bei Uetz. | Autobahnbrücke Uetz, BAB 10                               | führt die Bundesautobahn 10 über den Kanal       | 52° 27′ 17,3″ N, 12° 56′ 12″ O  |

Anmerkung
Mit dem Bau des Nedlitzer Durchstich genannten Teilabschnittes des Sacrow-Paretzer Kanals 1902 bis 1904 entstand eine erste Brücke im Verlauf der Straße über den neuen Durchstich zwischen dem Weißen See und dem Jungfernsee. Der Durchstich wurde 1932/33 verbreitert und im Zuge des Ausbaus wurde auch die Brücke erneuert. Zum Kriegsende 1945 zerstört, entstand aus Trümmern teilweise auch anderer Brücken 1950 eine neue stählerne Fachwerkbrücke, die Brücke des Friedens genannt wurde. Mit den Jahren wurde die Brücke zunehmend marode, auch infolge intensiver Nutzung durch überschwere Militärfahrzeuge der bis Anfang der 1990er Jahre in der Nähe kasernierten Sowjetarmee. 2010 begannen daher Bauarbeiten für eine neue Nedlitzer Südbrücke, die seit Ende 2011 dem Verkehr dient.
An der Nachkriegsbrücke befand sich ein Metallschild mit der Aufschrift  1950 und Brücke des Friedens. Diese Tafel war etwa ein Jahr lang verschollen und wurde am 23. Januar 2013 in Anwesenheit des Potsdamer Oberbürgermeisters am Südufer wieder aufgestellt.